# Chiesa della Natività di San Giovanni Battista (Terzorio)
La chiesa della Natività di San Giovanni Battista è un luogo di culto cattolico situato nel comune di Terzorio, in piazza San Giovanni Battista, in provincia di Imperia. La chiesa è sede della parrocchia omonima del vicariato di Levante e Valle Argentina della diocesi di Ventimiglia-San Remo.

## Storia e descrizione
La sua costruzione, così da come si apprende da un antico documento dell'epoca, è del 1444 e solo successivamente fu ristrutturata in stile barocco.
All'interno conserva diversi dipinti tra cui una tela, datata 1875, del pittore Leonardo Massabò di Porto Maurizio, dal titolo Le anime purganti. Nell'edificio è presente anche un pregiato crocifisso in legno dello scultore Mastro Giovanni Dinch originario del Principato vescovile di Münster.